# Charles Ranhofer

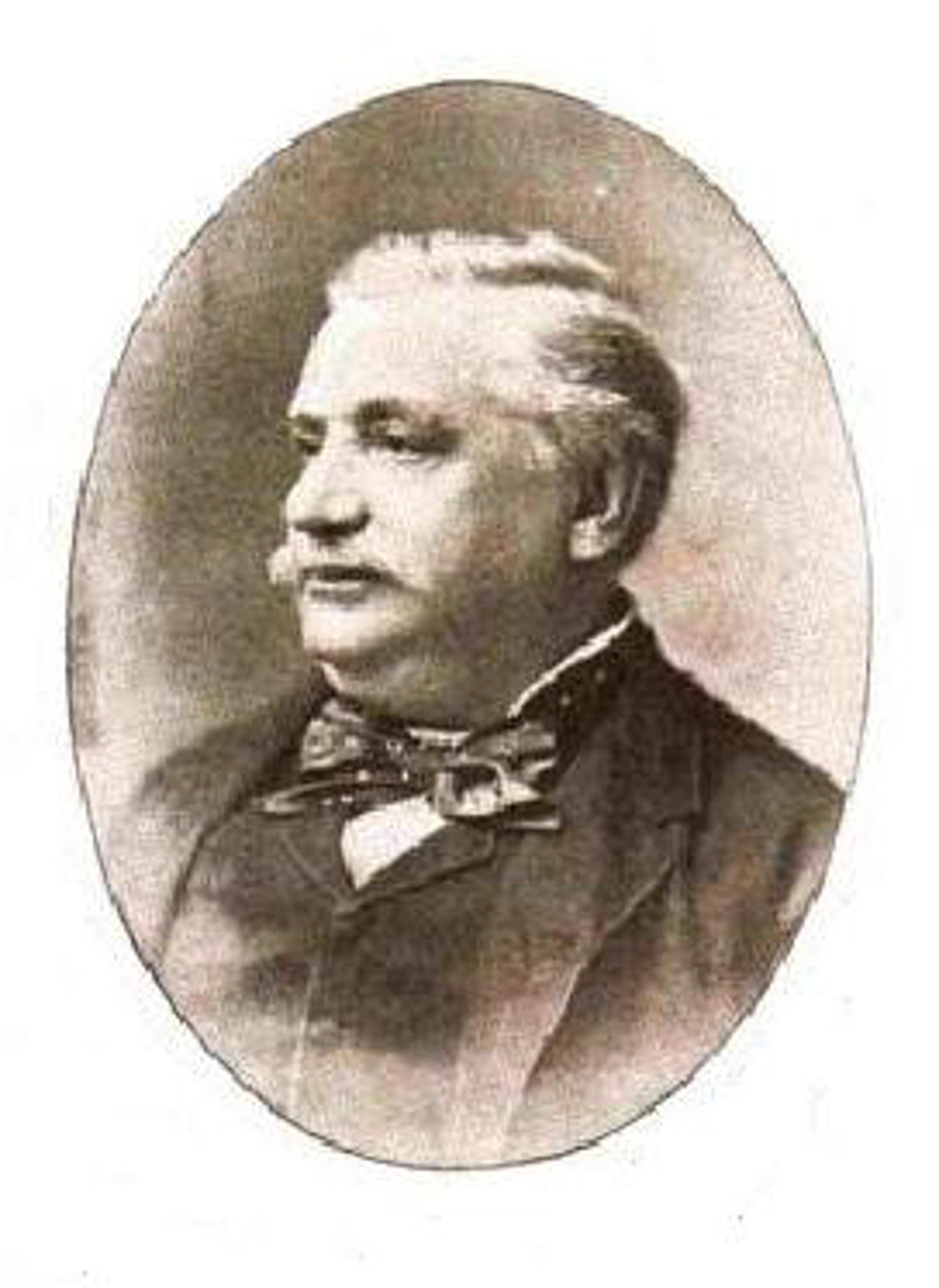
Charles Ranhofer (1836-1899) del The Epicurean.

Charles Ranhofer (Saint-Denis, Sena-Saint Denis, 7 de noviembre de 1836—Nueva York, 9 de octubre de 1899) fue un chef francés que ejerció su carrera en el famoso Delmonico's Restaurant de Nueva York entre 1862 y 1896. Fue asimismo el autor del libro titulado The Epicurean, (1894), una especie de enciclopedia culinaria de casi más de mil páginas. Se encuentra muy influenciado por Escoffier's en su Le Guide Culinaire.

## Carrera
Ranhofer viajó a París a la edad de doce años para empezar su entrenamiento en la repostería, a la edad de 16 años comenzó a ser el chef privado del príncipe d'Hénin, conde de Alsacia. En 1856 se desplazó a Nueva York para ser el chef del cónsul ruso, posteriormente se desplazó a Washington D. C. y Nueva Orleans. Volvió a Francia en 1860 durante un periodo corto de tiempo, donde trabajó en la corte de Napoleón III en el Palacio de las Tullerías, pero vuelve a Nueva York al local de lujo Maison Doree. En 1862, Lorenzo Delmonico le contrata para el restaurante Delmonico's, y esta acción es la que le lleva a la fama. En esta época el restaurante de Delmonico's es considerado como uno de los más elegantes de EE. UU. Fue chef del restaurante de Delmonico's hasta su retiro en 1896, no abandonó su puesto excepto por un breve intervalo de tiempo durante 1876 a 1879 cuando fue propietario del "Hotel American" at Enghien-les-Bains.

## Recetas
Ranhofer fue inventor de numerosas recetas para platos que luego llegó a servir en el Delmonico's, algunos de los platos como el Lobster Newberg hicieron famoso al local. Algunos ejemplos incluyen:
- "Lobster Duke Alexis," nombrado por Gran Duque Alexis en 1871.
- "Sarah potatoes," nombrado por Sarah Bernhardt.
- "Lobster Paul Bert," nombrado por Paul Bert.
- "Chicken filets Sadi Carnot," nombrado por Marie François Sadi Carnot.
- "Peach pudding à la Cleveland," nombrado por President Grover Cleveland.
- "Veal pie à la Dickens" and " Beet fritters à la Dickens," nombrado por Charles Dickens en honor de su visita de 1867 a New York.
- "Salad à la Dumas," nombrado en honor de Alexandre Dumas.
- "Lobster Newberg", nombrado en honor del capitán marino Ben Wenberg.
- "Marshal Ney", un postre nombrado en honor de Marshal Ney.

Ranhofer no inventó el baked Alaska, pero sin embargo lo popularizó en 1876 cuando lo denominó en honor del nuevo territorio adquirido de Alaska. También experimentó con nuevos alimentos como la hamburguesa (véase también:historia de la hamburguesa).